# جياني فابيانو
جياني فابيانو (بالإيطالية: Gianni Fabiano)‏ (9 يوليو 1984 بميلانو في إيطاليا - ) هو لاعب كرة قدم إيطالي في مركز الوسط. لعب مع نادي بارما ونادي برو فيرتشيلي ونادي كاربي ونادي كومو وFC Carpenedolo SSD ‏ وBassano Virtus 55 ST ‏ وAC Meda 1913 ‏.

## وصلات خارجية
- جياني فابيانو على موقع قاعدة بيانات كرة القدم.إي يو (الإنجليزية)